# Pappardelle sul cinghiale
Les pappardelle sul cinghiale (également appelées pappardelle al cinghiale ou ragù di cinghiale) sont un plat typique de la Maremma Grossetana, de la Maremma Laziale, de l'Alta Tuscia (la partie septentrionale de la province de Viterbe) et de l'Alta Valnerina, terres riches en gibier, qui s'est également propagée au reste de la Toscane, en Ombrie et à l'intérieur des Marches, dans la région de Genga.

## Le sanglier en Toscane

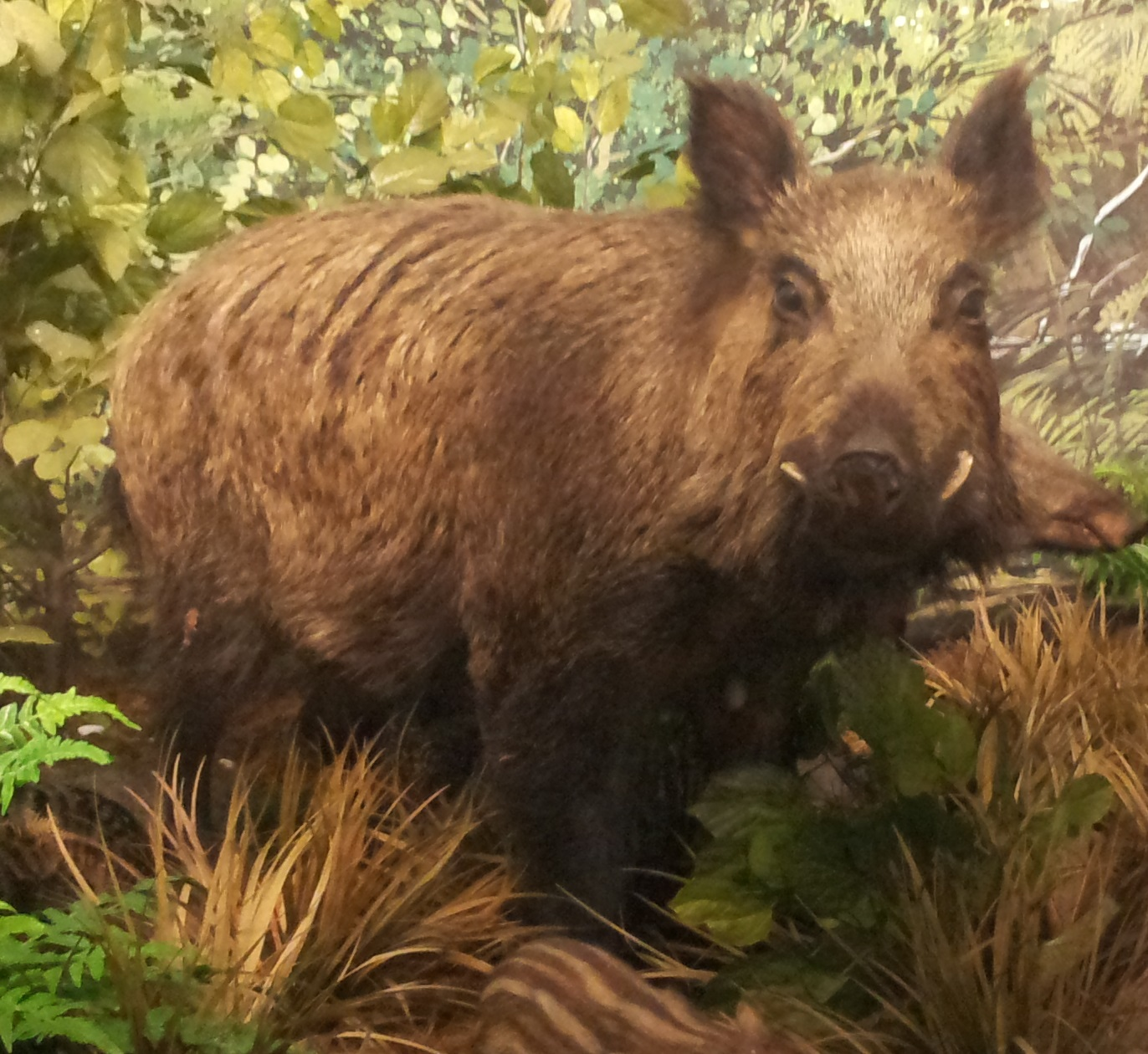
Sanglier toscan, Sus scrofa majoris.

En Toscane, le sanglier vit principalement dans des forêts de chênes, non loin des sources d'eau, mais aussi dans le maquis méditerranéen. Le sanglier toscan (Sus scrofa majori) est généralement plus petit que ses congénères, mais présente un crâne plus long et plus large. Il peut atteindre 1,80 m de long, 1 m au garrot et 150 kg.
La chair de sanglier est très appréciée car elle unit le goût de la viande de porc à celle du gibier. Fragile et difficile à conserver tant qu'elle est fraîche, en Italie centrale, elle sert volontiers à la charcuterie.
À partir du Moyen Âge, son habitat naturel recule avec l'expansion de l'agriculture et de l'urbanisation, même si la chasse se poursuit. Seules survivent les races autochtones de Maremme et de Sardaigne (Sus scrofa meridionalis). La population de sangliers reprend une courbe ascendante en Italie au cours des années 1950-1960, avec l'abandon des campagnes et la réintroduction d'individus croisés à des fins de chasse, en doublant depuis 2010, avec près de 500 000 individus en Toscane.

## Préparation
Pour la préparation du plat, en plus des pappardelle maison faite avec de la farine et des œufs, il faut aussi de la viande de sanglier, quelques tomates mûres réduites en purée (ou, mieux encore, en conserve), du vin rouge (éventuellement de la région comme le Morellino di Scansano ou le Montecucco), oignon, céleri, carottes, romarin, laurier, sel, poivre, piment et huile d'olive extra vierge, éventuellement de la Maremme. Certains y ajoutent des olives.
Le sanglier, coupé en petits morceaux, doit être mariné dans du vin rouge avec de l'oignon, des carottes coupées en morceaux, du céleri et du laurier, pendant au moins 12 heures. Par la suite, les herbes et légumes utilisés sont récupérés, lavés, hachés et frits dans une poêle ; la viande de sanglier est ajoutée une fois dorée ; la cuisson se poursuit environ un quart d'heure en ajoutant le romarin, le piment et une pincée de sel et de poivre. Immédiatement après, on ajoute la purée de tomates précédemment obtenue, un verre et demi de vin rouge et un filet d'huile puis on cuit le tout pendant environ 4 heures, sous couvercle, en faisant des pauses de temps en temps pendant la cuisson.
Les pappardelle doivent être cuites pendant environ trois minutes dans une eau bouillante salée abondante, avec l'ajout d'une cuillerée d'huile. Une fois égouttées, elles sont assaisonnées du ragoût de sanglier et le plat est prêt.